# Erőss János (rézmetsző)
Erőss János (születésekor Erős, Lovasberény, 1777. szeptember 7. – 1808. december 29.) református lelkész, rajzoló, rézmetsző, az Erőss család dercsikai ágának leszármazottja; Csokonai legismertebb arcképének (prémes, magyar mentében öltözött) megrajzolója.

## Életpálya
Nagybátyja Erős István tabajdi birtokos, apja Erős Pál református lelkész, unokatestvére Erőss József patai és csokonyai „templomépítő” prédikátor, az első Erőss, aki két ss-el írta a nevét (úgy, hogy az első s-t németes ß-szal írta, vagyis Erőßs-nek). Erőss János legelőször 1811-ben írja ebben a formában a nevét. Öccse Gábor rézmetsző, tipográfus.
Apja bár elszegényedett, az elemi iskola elvégzése után, 1791-ben a Debreceni Református Kollégiumba küldte, ahová pár év múlva öccse, Gábor is követte. Ott végezte el gimnáziumi és teológiai tanulmányait. Budai Ézsaiás felfigyelt az Erőss testvérekre és pártfogójuk lett.
Az Erőss testvéreknek nagy részük volt a kollégiumi rézmetszés fellendítésében. A debreceni rézmetsző diákok könyveket illusztráltak és térképeket készítettek elsősorban, s ezzel segítették a szemléltető oktatói munkát. A testvérek által létrehozott rézmetsző önképzőköri csoporthoz csatlakozott Halász István, Papp József, Pethes Dávid, Oláh István, Mikola József, Vajai Imre, Tótfalusi Kis Miklós, Kováts György, Sárvári Pál, Pethe Ferenc, Kiss Sámuel és Karacs Ferenc, aki később európai hírű térképmetsző lett. A csoport 12 térképet tartalmazó első munkája 1800-ban jelent meg Oskolai Új Átlás a alsó classisok számára... címmel, majd a következő esztendőben készült el a 24 lapos, 12 térképből álló Oskolai Magyar Új Átlás.
Ugyanakkor az Erőss testvérek készítették Csokonai két kötetének is az illusztrációit (Szépség Ereje a Bajnoki Szivenn, 1800 és Anakreoni dalok, 1803). Csokonaival szoros barátságot ápoltak, és ugyanakkor jó viszonyban voltak Kazinczy Ferenccel és Fazekas Mihállyal is.
Kollégiumi évei alatt nagyon kedvelte Budai Ézsaiás magyar történelem és Szentgyörgyi József professzor természettudomány óráit. Utóbbin, tankönyv hiányában, a megismert állatokat társaival együtt szorgalmasan lerajzolta, hogy segítsen a kollégiumi rézmetsző diákok körének illusztrált tankönyvet készíteni. Rajzai annyira jól sikerültek, hogy átvitték rézre. Szentgyörgyi professzor maga is átnézte a rajzokat és nagyon jól sikerülteknek tartotta, így jórészt az ő rajzainak – öccse Gábor által rézbe metszett – másolataival jelent meg Szentgyörgyi professzornak A Legnevezetesebb Természeti dolgok esméreti című könyvének 103 állatképet tartalmazó tankönyve.
Tanulmányai végeztével, 1798-ban Törökszentmiklósra került rektornak, ahonnan 1803-ban – Szikszay György halála miatt és fia Szikszay Benjámin ajánlása alapján – meghívták kabai lelkésznek.

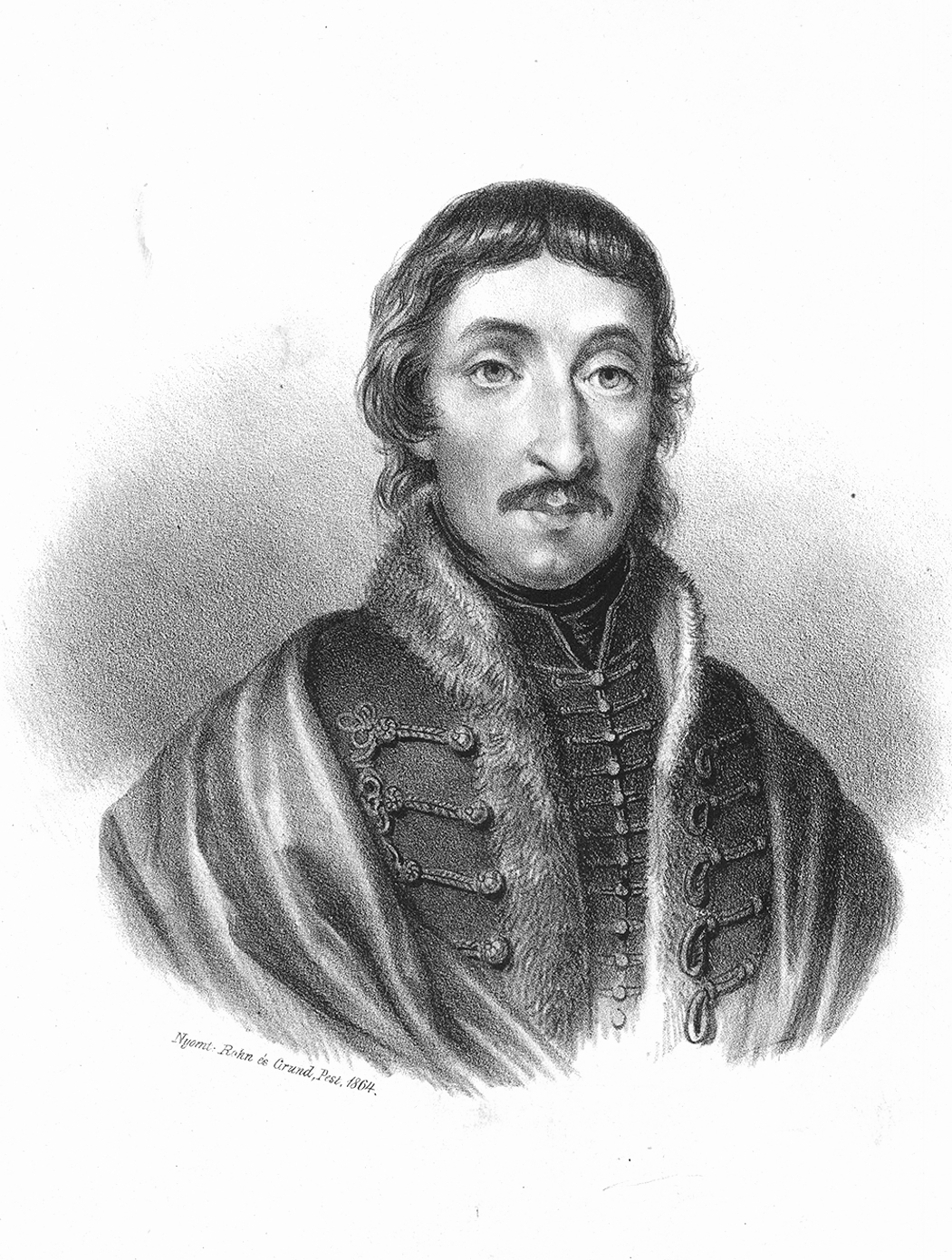
Csokonai Vitéz Mihály – Friedrich John rézmetszete (1816), melyet Erőss János rajza (1804) alapján készített

A kabai eklézsia jó jövedelmű gyülekezetek közé tartozott, így Erőss János anyagi helyzete megjavult. A lelkész többször is meghívta magához vendégségbe és haláláig segítette anyagilag testvérével, Gáborral együtt a sorsüldözött Csokonait, akivel debreceni diákévei alatt szoros barátságot kötött. Erőss János tudott Csokonai és Kazinczyval 1792 óta folyó levelezéséről, Csokonai pedig emlékezett kollégiumi diáksága idejéből Erőss János rajztehetségére. Ugyanakkor mindketten ismerték a Bécsbe származott orosházi születésű, náluk pár évvel idősebb Czetter Sámuelt, Friedrich John tanítványát. Kazinczy 1804-ben ajánlotta Csokonainak, hogy Czetterrel készíttesse el arcképét. A javaslattételkor mindketten Erőss Jánosnál vendégeskedtek, így a beszélgetést megszakítva, a házigazda lerajzolta az eléggé beteges, lesoványodott Csokonait, szemléltetve vele, hogy milyen is lenne a rézmetszeten. Korai halála miatt Csokonai nem jutott el Bécsbe Czetterhez, de eljutott később Erőss János által rajzolt portré, melyet addigra már Gábor testvére már elsőként rézbe metszett. Czetter az orosz kormány meghívására 1809-ben Moszkvába ment Sándor cár udvarába, így a rézmetszet elkészítését egykori mesterére, Friedrich John-ra bízta, aki azt 1816-ra készítette el a pontozó modorú rézmetszet portrét.
1808-ban meghívást kapott távolabbi rokonaitól Erdélybe. December 18-án indult útnak, de csak Élesdig jutott el, ahol útközben agyvérzést kapott, mely következtében pár nap múlva, december 29-én elhunyt.